# キリスト教連合
キリスト教連合（ChristenUnie, 略称: CU）は、オランダの政党。党名はキリスト教同盟とも訳される。

## 概要
2000年1月22日にプロテスタント系（主に改革派教会系）の2政党（GPV・RPF）が合併して誕生した。2党は合併以前から選挙等で協力関係にあり、1984年の欧州議会選挙ではGPV、RPF、改革政党（SGP）の3党で統一名簿を作成したり、1989年の第二院選挙では、GPV・RPFの選挙同盟を結成したりしていた。
結党後初の国政選挙である2002年の第二院選挙では4議席を獲得したが、既存の両党の合計5議席から1議席減らした。翌2003年の第二院選挙では3議席となり、さらに1議席を減らした。
2006年の第二院選挙では6議席と議席数を倍増させ、選挙後にはキリスト教民主アピール（CDA）のヤン・ペーター・バルケネンデを首相とする第4次バルケネンデ内閣の連立与党（CDA・労働党（PvdA）・CU）となった。
2010年にCDAとPvdAの対立から連立内閣が崩壊すると、その後の第二院選挙では1議席減の5議席となり、野党となった。2012年4月に第一次ルッテ内閣（自由民主国民党（VVD）・CDA）と閣外協力関係にあった自由党（PVV）が関係を解消すると、VVD・CDA・民主66（D66）・フルンリンクス・CUの5党は、一時的に政治協定を結び、予算法案の成立に協力した（春季協定（オランダ語: Lenteakkoord）。「クンドゥズ協定」等とも呼ばれる）。
2012年9月の第二院議員選挙では、5議席を維持した。選挙後に成立した第二次ルッテ内閣（VVD・PvdA）は、第一院で過半数を得ていなかったため、野党の協力を必要としており、住宅政策や予算法案において、VVD、PvdA、D66、CU、SGPによる合意を結んだ。この協力体制は「紫プラス聖書」と呼ばれた。
2017年の第二院議員選挙でも5議席を維持し、VVDのマルク・ルッテを首相とする第三次ルッテ内閣の連立与党（VVD・CDA・D66・CU）となった。
2019年の欧州議会選挙後、欧州議会の政治会派の欧州保守改革グループを脱退し、欧州人民党グループに所属替えした。
2021年の第二院選挙でも5議席を維持した。選挙後、当初キリスト教連合は連立与党に不参加の意向を示したが、連立交渉が長期化する中で、翌2022年には第四次ルッテ内閣の連立与党（VVD・D66・CDA・CU）となった。2023年には難民申請者の流入制限措置にD66と共に反対し、内閣は総辞職に至った。

## 選挙結果

### 第二院（下院）
| 選挙年 | 得票数  | %    | 獲得議席数 | +/-      | 備考     |
| ------ | ------- | ---- | ---------- | -------- | -------- |
| 2002   | 240,953 | 2.54 | 4 / 150    | 1        | 野党     |
| 2003   | 204,694 | 2.12 | 3 / 150    | 1        | 野党     |
| 2006   | 390,969 | 3.97 | 6 / 150    | 3        | 連立与党 |
| 2010   | 305,094 | 3.24 | 5 / 150    | 1        | 野党     |
| 2012   | 294,586 | 3.13 | 5 / 150    | 増減なし | 野党     |
| 2017   | 356,271 | 3.39 | 5 / 150    | 増減なし | 連立与党 |
| 2021   | 351,275 | 3.37 | 5 / 150    | 増減なし | 連立与党 |

### 第一院（上院）
| 選挙年 | 得票数 | %    | 獲得議席数 | +/? |
| ------ | ------ | ---- | ---------- | --- |
| 2003   | 4,960  | 3.07 | 2 / 75     | 2   |
| 2007   | 9,706  | 5.95 | 4 / 75     | 2   |
| 2011   | 5,708  | 4.25 | 2 / 75     | 2   |
| 2015   | 7,979  | 5.61 | 3 / 75     | 1   |
| 2019   | 8,707  | 5.61 | 4 / 75     | 1   |
| 2023   | 6,595  | 3.48 | 3 / 75     | 1   |

### 欧州議会
| 選挙年 | 得票数  | %    | 獲得議席数 | +/-      | 備考                        |
| ------ | ------- | ---- | ---------- | -------- | --------------------------- |
| 2004   | 279,880 | 5.87 | 2 / 25     | 1        | 改革政党（SGP）との統一名簿 |
| 2009   | 310,540 | 6.82 | 2 / 26     | 増減なし | 改革政党（SGP）との統一名簿 |
| 2014   | 364,843 | 7.67 | 2 / 25     | 増減なし | 改革政党（SGP）との統一名簿 |
| 2019   | 375,660 | 6.83 | 2 / 24     | 増減なし | 改革政党（SGP）との統一名簿 |

## 党組織

### 党員数
2023年時点の党員数は25,281人とされる。

### 関連組織
- G. Groen van Prinsterer財団（蘭: Mr. G. Groen van Prinsterer Stichting）[20]：党シンクタンク。
- 視点（蘭: PerspectieF）[20]：青年組織。2000年に前身政党の青年組織が統合して設立された。

### 国際組織
欧州規模の政党である欧州キリスト教政治運動に所属している。
欧州議会の政治会派は、欧州人民党グループに属している。過去には2009年に、新会派の欧州保守改革グループの結成に参加した。しかし、2019年の欧州議会選挙後、同グループへの民主主義フォーラムの参加や会派の右傾化を批判して同会派を脱退し、欧州人民党グループに所属替えした。なお、欧州議会選挙で統一名簿を作成していた改革政党（SGP）は、欧州保守改革グループに残留している。